# Slug
El slug es una unidad de masa en el sistema anglosajón de unidades. Su compañero es el slug-m (que quiere decir ‘slug métrico’), que es la «unidad gravitacional de la masa» en el sistema anglosajón de unidades.

## Definición
El slug se define como la masa que se desplaza a una aceleración de 1 ft/s² cuando se ejerce una fuerza de una libra sobre ella.
De la ecuación F=ma, «despejando» m=F/a, se tendría lo siguiente: 1 unidad de masa = unidad de fuerza / unidad de aceleración.
{\displaystyle 1\ {\mbox{slug}}=1{\cfrac {{\mbox{lbf}}\cdot {\mbox{s}}^{2}}{\mbox{ft}}}}
Esta unidad se utiliza para medir la masa.

## Equivalencias
Tomando el valor de la constante g = 9.77906 en Playa Vieja, Ecuador (sitio público más cercano a la línea del ecuador, coordenadas 2° S, 77° 30′ W), 1 slug es igual a:
- 14.5939 kilogramos
- 32.08353 libras avoirdupois
- 1.94236 UTM

## Usos
No tiene un uso práctico. En general, cuando se utiliza el sistema anglosajón, la masa se suele medir en libras avoirdupois.
- Datos: Q1363007